# Cissus arguta
Cissus arguta är en vinväxtart som beskrevs av Joseph Dalton Hooker. Cissus arguta ingår i släktet Cissus och familjen vinväxter. Inga underarter finns listade i Catalogue of Life.